# Juan Antonio Felipe Gallego
Juan Antonio Felipe Gallego, més conegut com a Juanito (Madrid, Espanya, 24 d'agost de 1961) és un exfutbolista espanyol que jugava com a defensa.
Va participar en els Jocs Olímpics de Moscou de 1980, on la selecció espanyola va jugar 3 partits i empataria els tres, essent eliminada.

## Clubs
| Club                     | País    | Any       |
| ------------------------ | ------- | --------- |
| Reial Madrid Castella CF | Espanya | 1979-1982 |
| Reial Madrid CF          | Espanya | 1981-1982 |
| Reial Oviedo             | Espanya | 1982-1983 |
| Reial Madrid Castella CF | Espanya | 1983-1984 |
| Reial Oviedo             | Espanya | 1984-1987 |
| Rayo Vallecano           | Espanya | 1987-1990 |